# Квільч
Квільч (пол. Kwilcz, нім. Lärchensee) — село в Польщі, у гміні Квільч Мендзиходського повіту Великопольського воєводства.
Населення — 2558 осіб (2011).
У 1975-1998 роках село належало до Познанського воєводства.

## Демографія
Демографічна структура станом на 31 березня 2011 року:
|          | Загалом | Допрацездатний вік | Працездатний вік | Постпрацездатний вік |
| -------- | ------- | ------------------ | ---------------- | -------------------- |
| Чоловіки | 1242    | 261                | 889              | 92                   |
| Жінки    | 1316    | 268                | 809              | 239                  |
| Разом    | 2558    | 529                | 1698             | 331                  |